# Geirr Tveitt
Nils Geirr Tveitt (ur. 19 października 1908 w Bergen, zm. 1 lutego 1981 w Oslo) – norweski kompozytor i pianista.

## Życiorys
W dzieciństwie uczył się gry na skrzypcach i fortepianie. W latach 1928–1932 studiował w konserwatorium w Lipsku u Hermanna Grabnera i Leopolda Wenningera. Od 1932 do 1935 roku przebywał w Paryżu, gdzie kontynuował studia u Egona Wellesza, Arthura Honeggera i Heitora Villa-Lobosa. Po powrocie do Norwegii poświęcił się komponowaniu. Zbierał melodie ludowe. Występował też jako pianista w krajach europejskich. W latach 60. współpracował z Norsk Rikskringkasting.
Zmarł w wieku 73 lat. Został pochowany na cmentarzu przykościelnym Vikøy kirkegård w gminie Kvam, w regionie Hordaland.

## Twórczość
Należał do czołowych obok Haralda Sæveruda postaci norweskiego życia muzycznego 2. połowy XX wieku. W swojej twórczości czerpał z muzyki ludowej oraz dorobku Edvarda Griega i Johana Svendsena, przyczyniając się do odświeżenia nurtu narodowego w muzyce norweskiej. Stosował rozwiązania kolorystyczne wzorowane na muzyce Debussy’ego i Ravela. Nawiązywał także do twórczości Jeana Sibeliusa, szczególnie w oszczędnej motywice i wykorzystaniu skal modalnych. W utworach fortepianowych Tveitta widoczny jest wpływ Prokofjewa i Bartóka. Pomimo znacznego zróżnicowania udało mu się jednak uniknąć eklektyzmu i zachować spójność stylistyczną. Zasady swojego języka muzycznego ogłosił w opublikowanej w 1937 roku pracy Tonalitätstheorie des parallellen Leittonsystems.
Napisał ponad 300 utworów, znaczna część przepadła jednak w pożarze domu kompozytora w Hardanger w 1970 roku. Niektóre dzieła zostały począwszy od lat 90. XX wieku zrekonstruowane m.in. na podstawie nagrań. Skomponował m.in. 3 symfonie, Kwartet na 4 skrzypiec, 2 kwartety smyczkowe, 6 koncertów fortepianowych (1930, 1933, 1947, 1947, 1954, 1960), Koncert na kwartet smyczkowy i orkiestrę (1933), Wariacje na 2 fortepiany i orkiestrę (1937), Koncert skrzypcowy (1939), opracowanie 100 melodii ludowych z Hardanger na fortepian, balety Baldurs draumar (1935), Birgingu (1939) i Husguden (1956), opery Nordvest-Sud-Nordaust-Nord (1939), Dragaredokko (1940), Roald Amundsen, Stevleik i Jeppe (1964, wyst. Bergen 1966).